# Saga Knýtlinga
La saga Knýtlinga (La saga de los descendientes de Canuto el Grande) es una de las sagas reales islandesas escrita en la década de 1250, que trata de los reyes que dominaron Dinamarca desde principios del siglo X.
Existen dos buenas razones para atribuir la autoría de la obra a Óláfr Þórðarson (m. 1259), apodado hvítaskáld («el Poeta Blanco»), quien era sobrino de Snorri Sturluson. Por un lado Óláfr Þórðarson es también conocido por escribir el Tercer tratado gramatical y por otro Ólafr permaneció al lado del rey Valdemar II de Dinamarca en 1240-1241, quien ofreció al autor de la saga valiosa y abundante información para su trabajo.
La obra se basa principalmente en Heimskringla, el trabajo de Snorri sobre los reyes noruegos. Como Snorri, el autor usa frecuentemente la poesía escáldica como fuente primaria de documentación. 
La saga cubre la historia de los reyes daneses desde principios del siglo X hasta el siglo XIII. En la primera parte de la historia, la saga toma un perfil sinóptico al resumir los principales acontecimientos históricos, pero en los capítulos posteriores, aquellos que tratan de los hijos de Sveinn Úlfsson (m. mediados de la década 1070) hacia adelante, vuelca toda su atención a la figura de los reyes. El tema principal es la institución de la realeza y todo lo que esto comportaba de aquellos que mantuvieron el oficio real. El carácter excepcional y comportamiento ejemplar de reyes como Canuto IV de Dinamarca (llamado «el Santo», m. 1086) y Erico I de Dinamarca (llamado «el Bueno», m. 1103) resaltan en contra de aquellos considerados incompetentes o malvados. Las claves de referencia para un buen gobernante incluye la promoción de la paz y apoyo a la Iglesia.

## Ediciones y traducciones
- ed. Bjarni Guðnason (1982). Danakonunga sögur. Íslenzk fornrit 35. Reykjavik.
- ed. Carl Petersen and Emil Olsen (1919-1925). Sogur Danakonunga. Copenhagen. pp. 29-294.
- tr. Hermann Pálsson and Paul Edwards (1986). Knytlinga Saga: The History of the Kings of Denmark. Odense: Odense University Press. Extractos disponibles en De Re Militari.